# John Mackenzie (calciatore)
John Archie Mackenzie (Glasgow, 4 settembre 1925 – Tiree, 5 luglio 2017) è stato un calciatore scozzese, di ruolo attaccante.

## Carriera
Nella sua carriera ha giocato con il Partick Thistle, poi ha militato nel Bournemouth, nel Dumbarton e nel Derry City.
Nel 1954 ha preso parte al campionato mondiale di calcio, il primo disputato dalla nazionale scozzese.

## Palmarès

### Club

#### Competizioni regionali
- Glasgow Cup: 3

Partick Thistle: 1950-1951, 1952-1953, 1954-1955
- Glasgow Merchants Charity Cup: 1

Partick Thistle: 1948-1949
- North West Senior Cup: 1

Derry City: 1962-1963